# Nổi dậy Żeligowski

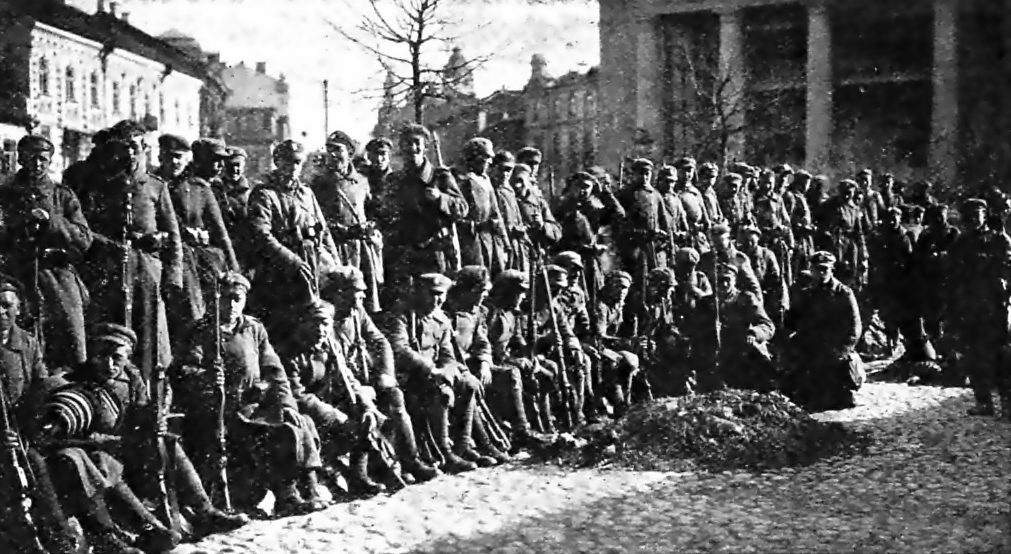
Binh lính Ba Lan ở Vilnius (Wilno), 1920

Cuộc nổi dậy của Żeligowski (tiếng Ba Lan: bunt Żeligowskiego also żeligiada, tiếng Litva: Želigovskio maištas) là một cuộc nổi dậy quân sự do tướng Lucjan Żeligowski cầm đầu vào tháng 10 năm 1920, dẫn đến sự ra đời của nhà nước Cộng hòa Trung Litva. Bản thân tướng Józef Klemens Piłsudski là người đích thân chỉ đạo cuộc nổi dậy, một điều mà cuối đời ông mới thú nhận. Đệ Nhị Cộng hòa Ba Lan sớm sáp nhập vùng này năm 1922 và được công nhận rộng rãi vào năm 1923, song Litva từ chối chủ quyền của Ba Lan trong thành phố.

## Nguyên nhân

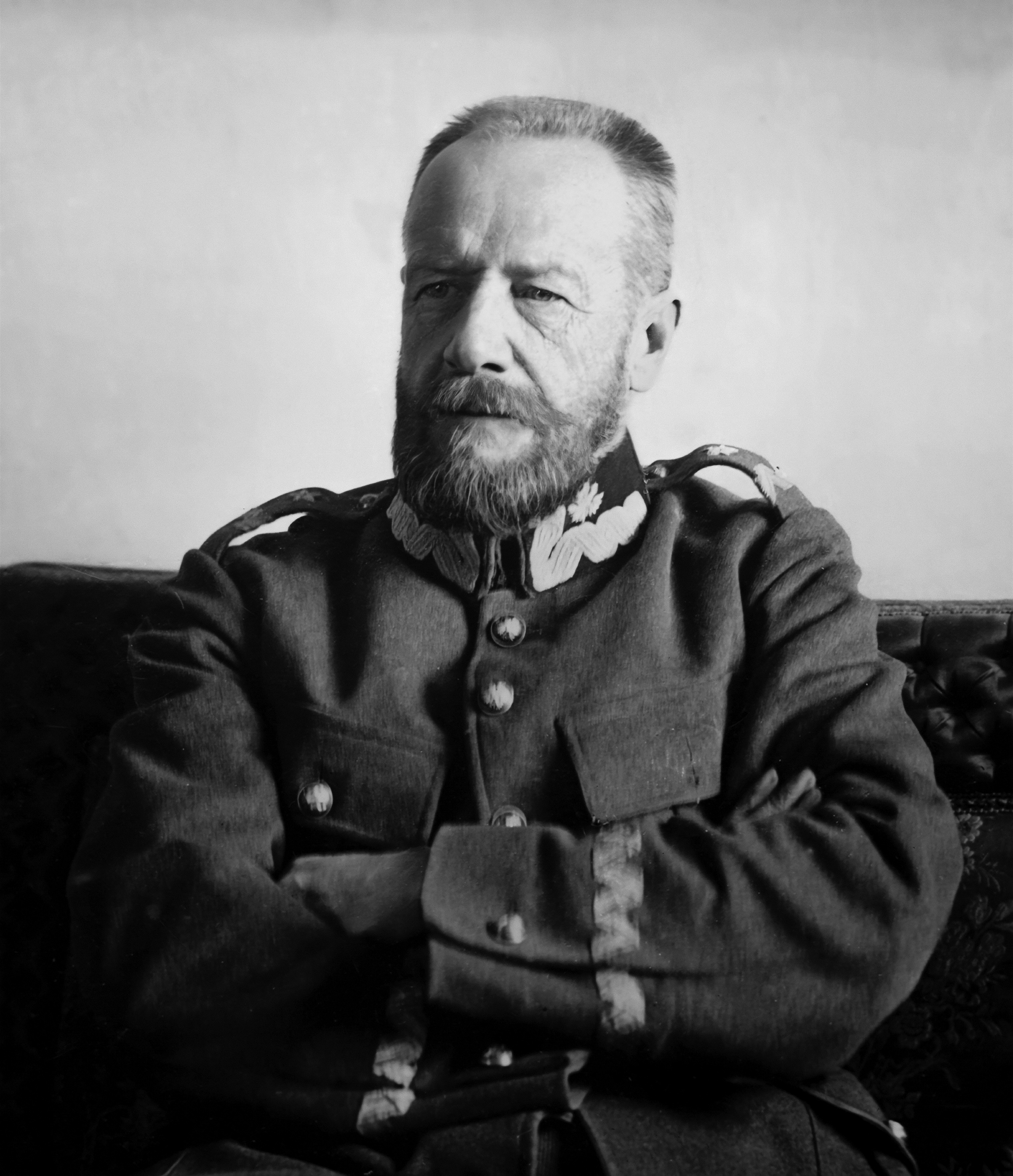
Tướng Lucjan Żeligowski

Cuộc Chiến tranh Nga-Ba Lan từ cuối năm 1920 đã đảo chiều gió khi Ba Lan đánh bại quân xâm lược Nga Xô viết trong Trận Warszawa và đuổi những kẻ ngoại xâm người Nga ra khỏi Tổ quốc. Tuy nhiên, nó lại làm nóng lên tình trạng căng thẳng quanh vùng Vilnius, nhất là thành phố Vilnius (Ba Lan gọi là "Wilno"). Thành phố này do Đại công tước Gediminas của Litva lập nên năm 1323 và luôn được người Litva xem là thủ đô thiêng liêng của nước này, song theo quan điểm của Piłsudski, thì thành phố này có đông người Ba Lan hơn Litva, lên tới 65% trong khi Litva bác bỏ điều này và cho rằng chỉ có 1-2% người Ba Lan trong thành phố. Người Nga chiếm thành phố này từ hè 1920 theo một thỏa thuận hòa bình với Litva Hiệp ước Hòa bình Nga-Litva, và cũng theo thỏa thuận, Nga sẽ trả lại Vilnius cho Litva một khi vấn đề Ba Lan được giải quyết, mặc dù trên thực tế, Nga có âm mưu đảo chính để chiếm thành phố này vào tay mình. Tuy nhiên, thất bại tại Warsaw buộc người Nga phải trao trả Vilnius, nhưng nó lại châm ngòi cho căng thẳng giữa Ba Lan và Litva.
Trước áp lực quốc tế gia tăng với cả hai bên từ tháng 10, Ba Lan và Litva ký một thỏa thuận ngừng bắn tại vùng Suwałki, song vấn đề Vilnius vẫn gây căng thẳng. Tuy nhiên, Piłsudski vẫn hy vọng có thể lập được liên bang Międzymorze với Litva một cách hòa bình nhưng Vilnius vẫn phải nằm trong ảnh hưởng Ba Lan. Người Litva thì lại không mong muốn và thậm chí còn muốn xóa sổ ảnh hưởng Ba Lan khỏi Litva kể từ khi Công tước Jogaila cưới nữ hoàng Jadwiga của Ba Lan từ năm 1386, và đặc biệt lên cao khi quân Ba Lan tràn vào Vilnius.
Những nỗ lực trung gian hoà giải giữa hai bên hầu như thất bại, và Piłsudski nghi ngờ phe Hiệp Ước định tạo nên fait accompli như kiểu người Nga đã làm trước đó. Người Ba Lan vốn dĩ muốn chiếm lấy thành phố do giá trị về vị trí chính trị, nên tìm cách ủng hộ không công khai các lực lượng thân Ba Lan tại Litva. Tuy nhiên, cuộc nổi dậy Sejny năm 1919 đã thất bại và toàn bộ cơ sở tình báo Ba Lan ở Litva đều đã bị quân đội Litva triệt hạ.

## Nổi dậy

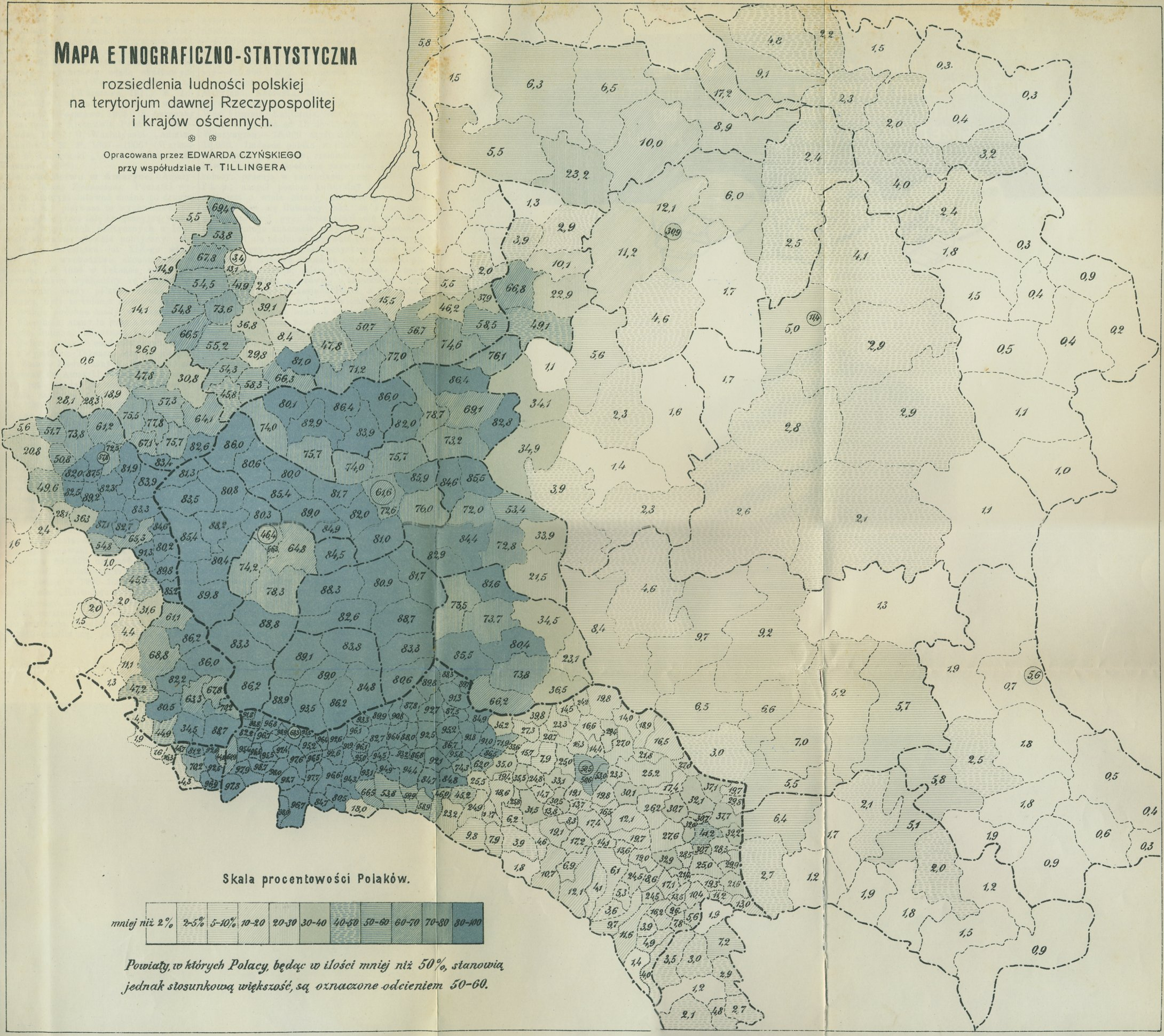
Người Ba Lan vào năm 1912, bản đồ dân số của Đế quốc Nga.

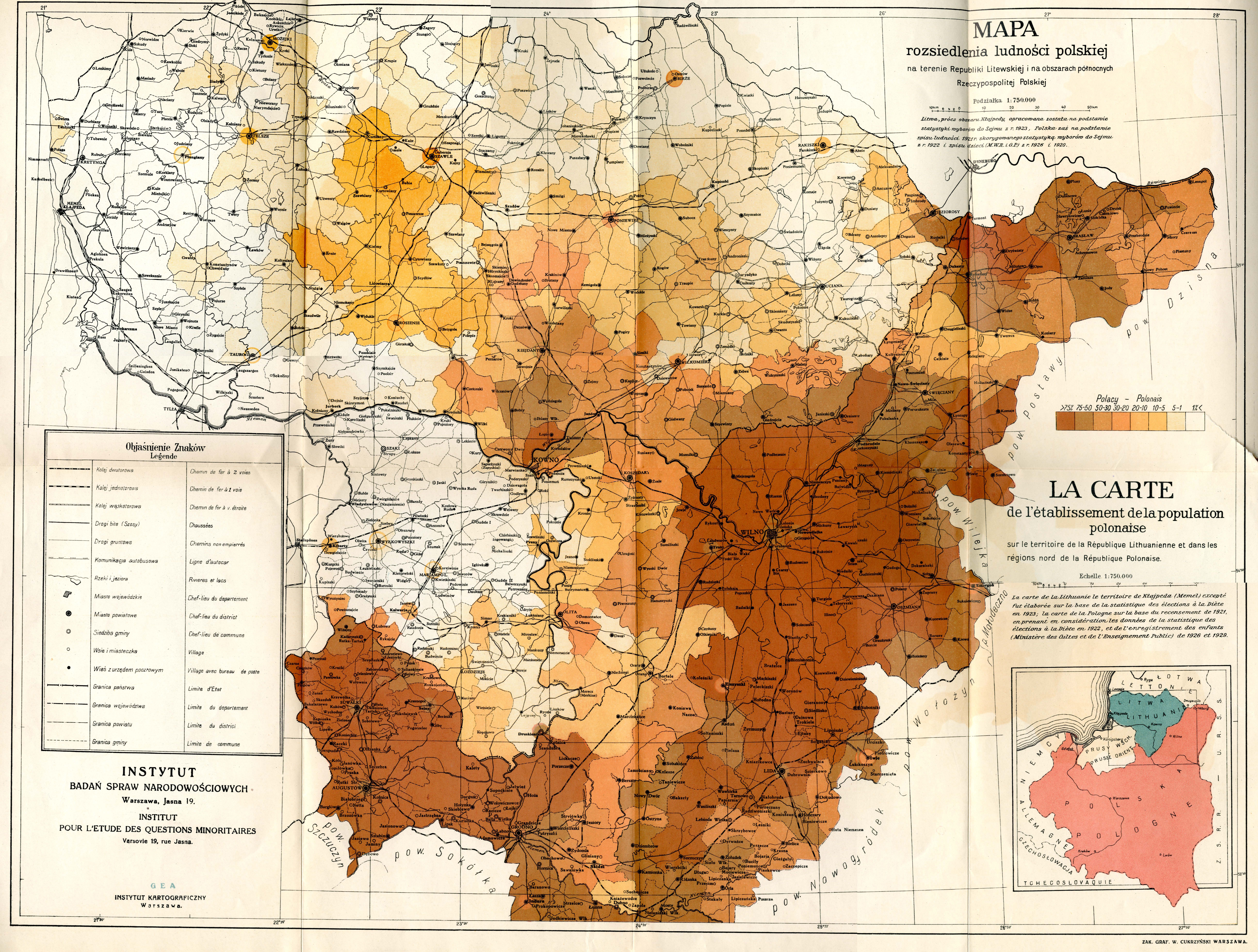
Bản đồ dân số Ba Lan ở Litva năm 1920, đông đảo ở Trung Litva.

Tháng 10 năm 1920, tướng Lucjan Żeligowski tiến hành đảo chính bằng lực lượng Sư đoàn 1 Lục quân Litva-Belarus. Chính phủ Ba Lan liền tuyên bố không liên quan tới vụ việc, nên giữ được thể diện. Bản thân chính Żeligowski cũng mong muốn thiết lập ảnh hưởng tại Vilnius, và cũng chịu sự chia rẽ về gốc gác Litva hay Ba Lan (bản thân ông sinh ra ở Litva), ông quyết định lập Cộng hòa Trung Litva với vùng văn hóa Ba Lan chủ đạo hơn là toàn bộ quốc gia này.
Bản thân cuộc nổi dậy cũng gặp phải khó khăn. Chính Żeligowski ban đầu thừa nhận không mấy sĩ quan và binh lính Ba Lan theo ông ta, thế nhưng sau khi được Piłsudski giải thích, tất cả sĩ quan và binh lính Ba Lan đều ủng hộ Żeligowski.

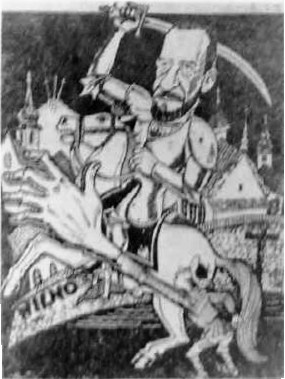
Tranh biếm họa hình ảnh lính Litva cố ngăn cản tướng Żeligowski chiếm Vilnius.

Vào 8 tháng 10 năm 1920, Żeligowski tuyên bố sẽ "giải phóng Vilnius khỏi quân xâm lược Litva" để lập một "nghị viện có thể quyết định số phận quốc gia", và tiến đánh vào thành phố. Ông có khoảng 14.000 quân khi cuộc tiến chiếm bắt đầu và ông dễ dàng đè bẹp các Trung đoàn quân Litva phòng thủ tại đây với tổn thất nhỏ. Ông cũng không vội xua quân để tập hợp đủ người cho cuộc tiến chiếm hôm sau.
Người Litva cảm thấy vô cùng bất lực. Không chỉ quân Ba Lan đông hơn và mạnh hơn về hỏa lực, người Ba Lan ở Litva cũng đang hừng hực khí thế nổi dậy. Vào ngày 9, người Litva buộc phải bỏ Vilnius và thị trưởng Ignas Jonynas buộc phải trao quyền kiểm soát cho phe Hiệp Ước do tướng Constantin Reboul đứng đầu. Tuy nhiên, quân Ba Lan vẫn kịp tràn vào thành phố và đánh bại các lực lượng Litva còn sót lại, trong khi người Ba Lan địa phương liền tràn ra ủng hộ quân Ba Lan đánh lại các lực lượng Litva. Żeligowski liền tuyên bố phủ nhận quyền quản lý của các quan chức Hiệp Ước, và đuổi họ khỏi thành phố.

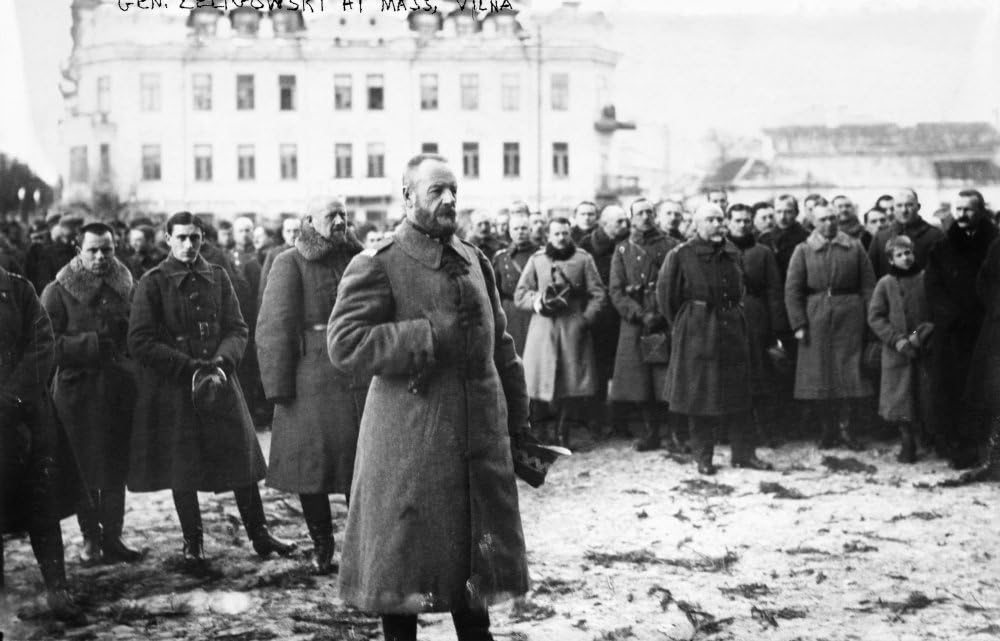
Tướng Żeligowski và các binh lính, Wilno (Vilnius), 1920

Vào ngày 12 tháng 10, tướng Żeligowski tuyên bố thành lập nước Cộng hòa Trung Litva, với Vilnius làm thủ đô. Tất cả đều ủng hộ quan điểm đây là nhà nước lệ thuộc Ba Lan, song bất đồng về việc nó được coi là gì.
Một lực lượng khác gồm 20 máy bay và Trung đoàn Kỵ binh số 13 do Đại tá Butkiewicz tham gia nổi dậy. Từ 20 đến 21 tháng 10, quân Ba Lan tiếp tục tiến đánh tới Pikeliškiai. Vào ngày 7 tháng 11, quân Ba Lan tiến tới Giedraičiai, Širvintos và Kėdainiai. Nó khiến Litva giận dữ tới mức phủ nhận hòa đàm với Żeligowski. Żeligowski từ chối rút quân theo yêu cầu của Hội Quốc Liên mà chỉ đồng ý đàm phán. Vào ngày 17 tháng 11, người Nga ngỏ ý sẽ giúp quân Litva đuổi người Ba Lan, song người Litva từ chối. Kỵ binh Ba Lan đè bẹp quân Litva tại Kavarskas và nhắm tới Kaunas. Tuy nhiên, quân Litva đẩy lui quân Ba Lan vào ngày 19 tháng 11 tại Giedraičiai và Širvintos. Ở Ba Lan, nó được coi là các trận đánh lẻ tẻ.
Cả hai bên đã sức cùng lực kiệt. Ngày 20 và 21, Hội Quốc Liên tiến hành ra hòa đàm và đạt được thỏa thuận ngừng bắn vào ngày 21, lúc 9 giờ sáng. Tuy nhiên quân Litva kịp phát động phản công vào Giedraičiai trước khi lệnh ngừng bắn có hiệu lực. Quân Litva dừng lại theo yêu cầu của Hội Quốc Liên và thỏa thuận hoà bình được ký vào ngày 29.
Cùng lúc đó, Michał Pius Römer, một người đồng minh của Piłsudski và là thủ lĩnh phong trào Krajowcy, từ chối tham gia chính phủ của ông và thất vọng với việc ông xua quân chiếm Wilno.

## Hệ quả

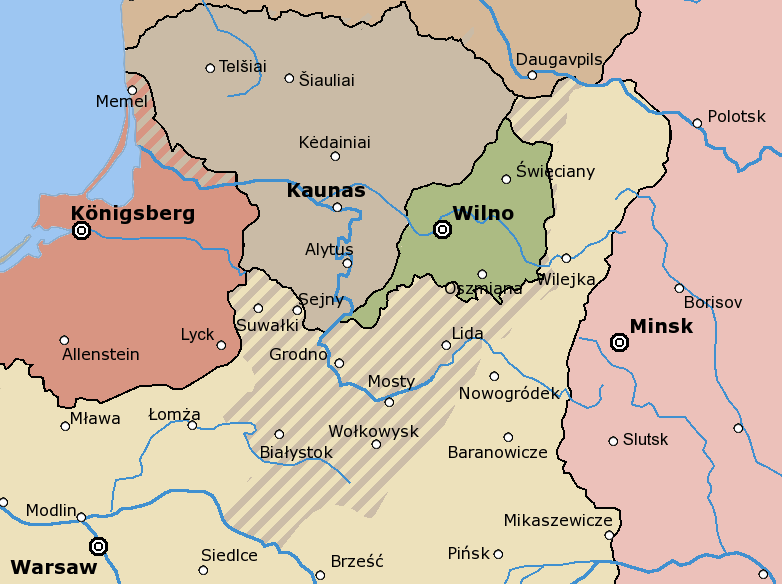
Cộng hòa Trung Litva (xanh lục)

Żeligowski trở thành nhà độc tài quân sự tại đây, nhưng sau khi tham gia bỏ phiếu gia nhập Ba Lan, ông tự nguyện nhường quyền lực để tham gia vào Sejm. Piłsudski thừa nhận ông có liên quan tới kế hoạch chiếm Vilnius.
Hội Quốc Liên yêu cầu Ba Lan chấm dứt chiếm đóng Vilnius, và lính Pháp với Anh được huy động để có thể dẹp bỏ sự cai trị của Ba Lan tại đây. Thế nhưng, Pháp lại không muốn gây phức tạp do họ cần Ba Lan làm đồng minh chống Đức sau này, trong khi Anh thì không mặn mà. Vì vậy Ba Lan giữ được Vilnius với một chính phủ chuyển tiếp tại đây. Sau đó, Cộng hòa Trung Litva được sáp nhập vào Ba Lan sau một cuộc bầu cử, và trở thành một phần của tỉnh Wilno. Hội Quốc Liên không công nhận tính hợp pháp của nó.
Wilno tiếp tục trở thành tâm điểm tranh cãi của Ba Lan và Litva, khi Litva vẫn coi Vilnius là thủ đô của mình. Tại Ba Lan, việc làm này được ủng hộ bởi khá nhiều nhóm như Dân chủ Thiên Chúa giáo và phe cánh tả song bị phe cánh hữu chỉ trích. Hiềm khích cũng nổ ra giữa Piłsudski với Ignacy Jan Paderewski, người mà đã đóng vai trò trong sự công nhận quốc tế về nền độc lập của Ba Lan. Theo Timothy Snyder, hành động này đã có tác động xấu tới quan hệ Ba Lan-Litva sau này, dẫn tới sự trỗi dậy của tư tưởng dân tộc chủ nghĩa bài Ba Lan ở Litva, trực tiếp làm xấu đi quan hệ hai nước.